# Jordi Hereu
Jordi Hereu i Boher (ur. 14 czerwca 1965 w Barcelonie) – hiszpański oraz kataloński polityk, menedżer i samorządowiec, w latach 2006–2011 alkad Barcelony, od 2023 minister przemysłu i turystyki.

## Życiorys
Uzyskał licencjat i magisterium z zarządzania przedsiębiorstwem w szkole biznesowej ESADE. Odpowiadał za marketing w przedsiębiorstwach Port 2000 i CILSA związanych z portem w Barcelonie. W 1987 wstąpił do Partii Socjalistów Katalonii, katalońskiego ugrupowania skonfederowanego z Hiszpańską Socjalistyczną Partią Robotniczą (PSOE). Od 1999 był związany z samorządem miejskim w Barcelonie, był członkiem władz miejskich do spraw bezpieczeństwa i mobilności. W latach 2006–2011 sprawował urząd alkada. Do 2012 zasiadał w radzie miejskiej stolicy Katalonii. Później związany z sektorem prywatnym, zajął się działalnością konsultingową. Obejmował też menedżerskie stanowiska w różnych przedsiębiorstwach (m.in. został prezesem operatora telekomunikacyjnego Hispasat).
W listopadzie 2023 powrócił do działalności politycznej, powołano go wówczas na urząd ministra przemysłu i turystyki w trzecim rządzie Pedra Sáncheza.